# Manon Lloyd
Manon Lloyd (Carmarthen, 5 november 1996) is een wielrenster uit het Verenigd Koninkrijk. Ze groeide op op een schapenboerderij in Wales, waar ze al aan zwemmen en hardlopen deed. Ze ging op veertienjarige leeftijd ook fietsen omdat ze aan triatlon wilde gaan doen.
In oktober 2015 werd Lloyd toegevoegd aan het Great Britain Cycling Team Olympic Academy Programme.
Op de Europese kampioenschappen baanwielrennen 2016 behaalde ze met Emily Nelson de zilveren medaille op het onderdeel koppelkoers.
In 2017 behaalde ze op het onderdeel ploegenachtervolging ook de zilveren medaille.
Tijdens de Gemenebestspelen 2018 stond ze aan de start van de wegwedstrijd. In dat jaar reed ze op de weg voor het Britse team Trek-Drops en in 2019 voor diens opvolger Drops Cycling Team.
Buurman · Christian · Hammes · Holden · Lloyd · Park · Parkinson · Payton · Shaw · Simpson · Van Twisk · Weaver · Wiles
Anderson · E. Barker · M. Barker · Christian · Dickinson · Holden · Lloyd · Lowden · Parkinson · Payton · Redmond · Shaw